# Moilanatter
Die Moilanatter (Malpolon moilensis, Syn.: Rhagerhis moilensis) ist eine Schlangenart, die im nördlichen Afrika und im nahen Osten vorkommt. Das Verbreitungsgebiet erstreckt sich in Nordafrika von Mauretanien bis Ägypten und nach Süden bis in den Sudan sowie über die Arabische Halbinsel bis in den Irak und den Iran. Sie besitzt im hinteren Bereich des Kiefers Furchenzähne, die mit Giftdrüsen verbunden sind, und wird daher der nicht monophyletischen Gruppe der Trugnattern zugeordnet.

## Merkmale
Die Moilanatter ist eine mittelgroße Schlangenart und erreicht eine durchschnittliche Länge von etwa 70 bis 95 cm, wobei auch Maximallängen von bis über 100 cm dokumentiert sind. Es handelt sich um eine schlanke, lang wirkende Schlange. Die Körperfarbe ist rötlichgelb bis sandgrau. Die Rückenzeichnung besteht aus undeutlichen dunklen Flecken, die an den Flanken in kleinere Flecken übergehen. Hinter den Mundwinkeln befindet sich jeweils einen Barrenfleck, der zur Kehle zieht, außerdem besitzt sie einen dunklen Fleck unterhalb des Auges. Die Bauchseite ist cremeweiß und kann eine rötliche Sprenkelung aufweisen.
Der Kopf ist dreieckig und undeutlich vom Körper abgesetzt. Die großen Augen besitzen eine runde Pupille. Der Schnauzenschild ist verlängert und schiebt sich mit der Spitze zwischen die beiden Zwischennasenschilde. Zudem besitzt die Schlange einen Zügelschild, einen Voraugenschild, zwei oder drei Hinteraugenschilde und sieben bis acht Oberlippenschilde, von denen das 3. und 4. oder das 5. und 6. den Augenunterrand berühren. Die Kanten der Überaugenschilde sind weniger stark ausgeprägt als bei der nahe verwandten Europäischen Eidechsennatter. Um die Körpermitte liegen 17 Schuppenreihen.

## Verbreitung und Lebensraum

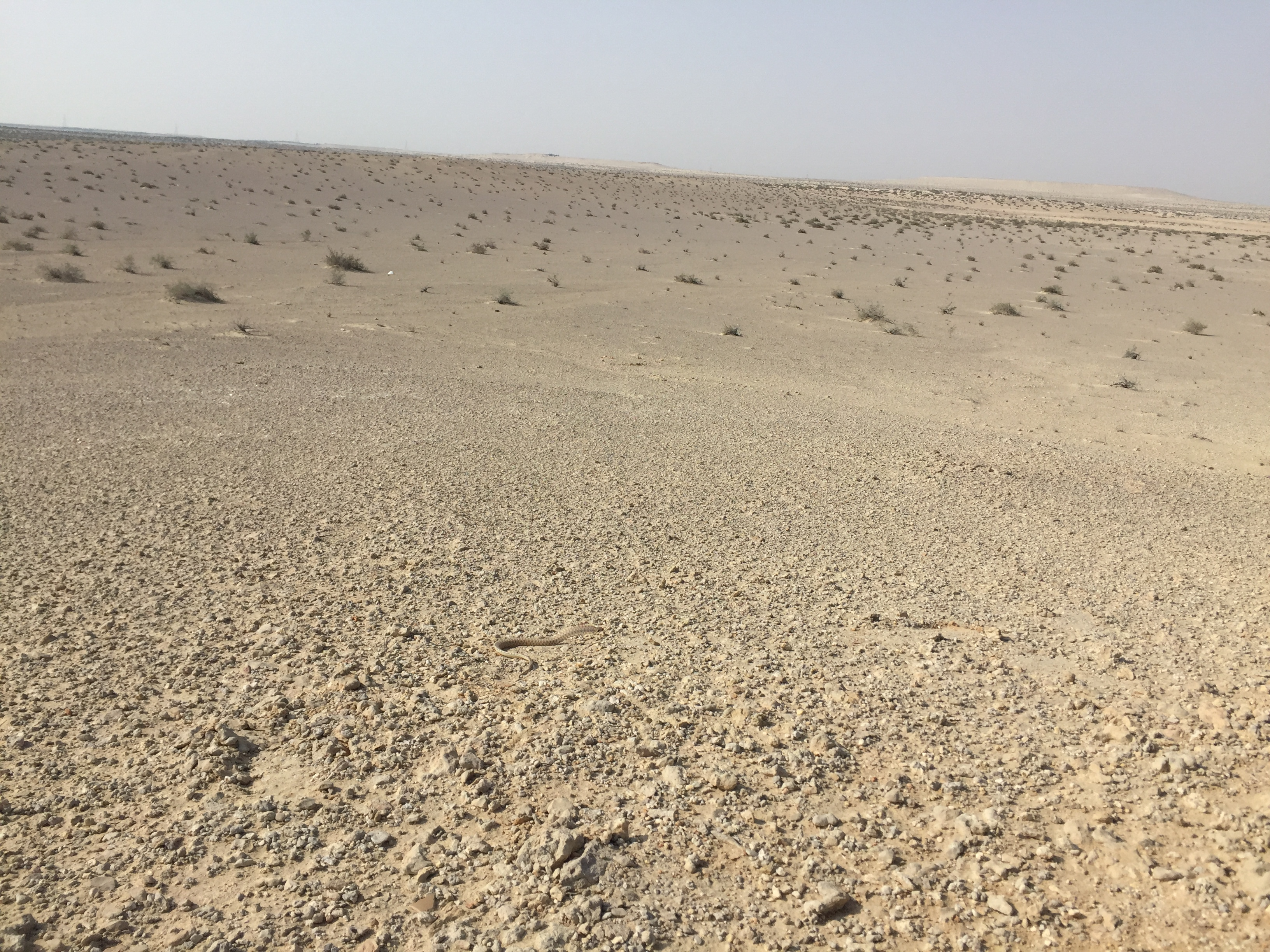
Moilanatter in einer Wüste in den Vereinigten Arabischen Emiraten

Das Verbreitungsgebiet erstreckt sich in Nordafrika von Mauretanien bis Ägypten und nach Süden bis in den Sudan sowie über die Arabische Halbinsel bis in den Irak und den Iran.
Als Lebensraum besiedeln die Tiere Wüstengebiete mit spärlicher Vegetation, vor allem Steinwüsten bis in Höhen von maximal 1.500 Metern. Gelegentlich kommen sie auch in der Nähe menschlicher Behausungen vor.
Die IUCN stuft die Art als nicht gefährdet (least concern) ein.

## Lebensweise
Die Moilanatter ist tagaktiv und bewegt sich sehr schnell vorwärts. In den Wintermonaten hält sie eine mehrmonatige Winterruhe. Ihr Beutespektrum umfasst vor allem Eidechsen, Schlangen und Kleinsäuger sowie seltener Vögel. Die Jungtiere ernähren sich zudem von großen Insekten.
Die Paarungszeit der Schlange liegt im April bis Juni. Die Weibchen sind eierlegend, die Gelege bestehen aus weniger als 4 bis 18 Eiern, die in Laubhaufen, feuchte Erde oder Mauerwerk abgelegt werden. Die Jungschlangen schlüpfen vom Ende September bis Anfang Oktober.

## Schlangengift
Moilanattern besitzen ein für ihre Beutetiere wirksames Gift, welches sie über die hinterständigen Furchenzähne (opistoglyph) in eine Wunde einbringen können. Die Schlangen können auch Menschen beißen, wenn sie ergriffen werden. Das Gift ist für Menschen zwar schmerzhaft, jedoch relativ ungefährlich und kommt in der Regel durch die weit hinten stehenden Giftzähne nicht zum Einsatz.